# Madije
Madije (vladao od 653. do 625. pr. Kr.) je bio skitski vladar koji je ovladao Medijskim Carstvom u periodu od 28 godina. Bio je saveznik Novoasirskog Carstva, s kojima su Medijci prije i poslije skitske dominacije vodili velike borbe.

## Politički život
Jedini povijesni izvor o ovom drevnom vladaru je grčki povjesničar Herodot. On tvrdi kako je za vrijeme dok je medijska vojska bila u pohodu protiv Novoasirskog Carstva golema vojska Skita predvođena Madijem napala je Medijsko Carstvo i porazila Medijce koji su im se pokušali suprotstaviti. Grčki povjesničar Herodot tvrdi kako su Skiti tada ovladali većim dijelom (njemu poznate) Azije, a napredovanje prema Egiptu spriječio je faraon Psamtik I. koji im je poklonio pregršt darova. Nakon 28 godina skitske dominacije nad Medijskim Carstvom koju su obilježili brutalnost i visoki porezi, Kijaksar je podigao ustanak i porazio Skite. Herodot navodi kako je Kijaksar namamio skitske vođe na banket, napio ih a potom pogubio. Preživjeli su pobjegli u maloazijsku Lidiju, što je dovelo do medijsko-lidijskih političkih tenzija.

## Kronologija
- 653. pr. Kr. - Madije provaljuje sa Skitima na jug i osvaja Medijsko Carstvo.
- 625. pr. Kr. - Fraortov sin i legitimni nasljednik Kijaksar svrgava Madija nakon 28 godina vladavine.

## Poveznice
- Medijsko Carstvo
- Skiti
- Fraort
- Kijaksar

| Prethodnik:                          | Kralj Medije (cca 653. - 625. pr. Kr.) | Nasljednik:                        |
| Fraort (cca 675. - cca 653. pr. Kr.) | Kralj Medije (cca 653. - 625. pr. Kr.) | Kijaksar (cca 625. - 585. pr. Kr.) |

## Vanjske poveznice
- Herodot - „Povijesti“, I. 103.